# Congrès des États confédérés
Capitole des États confédérés
Le Congrès des États confédérés (Congress of the Confederate States) était le corps législatif des États confédérés d'Amérique, qui exista durant la guerre de Sécession entre 1861 et 1865. Comme le Congrès des États-Unis, le congrès confédéré comprenait deux chambres : le Sénat confédéré (chambre haute), composé de deux sénateurs par État (choisis par les législatures de chaque État) et la Chambre des représentants (chambre basse), dont les membres étaient élus par les électeurs des États confédérés.

## Sessions
Les membres des sept premiers États sécessionnistes, l'Alabama, la Louisiane, la Floride, le Mississippi, la Géorgie, la Caroline du Sud et le Texas se réunirent en Congrès provisoire de la Confédération à Montgomery dans le Capitole de l'État de l'Alabama en deux sessions de février à mai 1861. Ils ont rédigé et approuvé la Constitution des États confédérés, élu Jefferson Davis comme président des États confédérés d'Amérique et conçu le drapeau confédéré.
À la suite de la bataille de Fort Sumter en avril 1861, les autres États qui firent sécession envoyèrent des délégués au Congrès confédéré qui tint trois sessions supplémentaires entre juillet 1861 et février 1862 dans la nouvelle capitale de la Confédération, Richmond en Virginie.
Les élections pour le Premier congrès confédéré se tinrent le 6 novembre 1861. Alors que les élections au Congrès aux États-Unis se tenaient les années paires, les élections pour les membres du Congrès confédéré eurent lieu les années impaires. Le Premier Congrès confédéré se réunit lors de quatre sessions à Richmond.
La défaite de la Confédération en 1865 ne permit la tenue que de deux élections. Le Second congrès confédéré fut élu en novembre 1863 mais ne siégea qu'une année sur les deux prévues par la constitution. La session finale du Congrès fut ajournée le 18 mars 1865. Ce mois là, une des dernières lois votées fut celle permettant l'émancipation et l'accueil dans l'armée de tout esclave souhaitant combattre pour la Confédération. Cette mesure avait été initialement proposée par Judah P. Benjamin un an auparavant mais avait rencontré une vive opposition jusqu'aux derniers mois de la guerre.

## Législation
Parmi les lois votées par le Congrès des États Confédérés, on trouve notamment :
- Une loi prohibant l'importation de tout produit de luxe ou non nécessaire pour un usage commun.
- Le Partisan Ranger Act qui autorisait l'utilisation de soldats non réguliers dans l'armée (cette loi fut assez vite abrogée à la demande de l'armée confédérée)
- Les Bounty Laws, qui autorisaient les bateaux corsaires (les Confédérés ne possédaient pas de marine au début du conflit, cette mesure permit d'en créer une)

Le Congrès confédéré vota aussi une loi appelant à l'exécution de tout soldat noir pris comme prisonnier de guerre ainsi que de tout officier blanc pris alors qu'il commandait des troupes de soldats noirs. Cette loi en scandalisa beaucoup au Congrès des États-Unis et dans l'Armée de l'Union qui répondirent rapidement que si des soldats des États-Unis étaient exécutés sans raison, un nombre équivalent de soldats confédérés le serait aussi. La Confédération fit marche arrière sur cette proclamation officielle même si des exécutions sommaires et « non officielles » eurent lieu. La loi d'exécution de troupes noires a été dépeinte dans le film américain de 1989, Glory.